# Pseudonapomyza istrensis
Pseudonapomyza istrensis är en tvåvingeart som beskrevs av Zlobin 2002. Pseudonapomyza istrensis ingår i släktet Pseudonapomyza och familjen minerarflugor.
Artens utbredningsområde är Ukraina. Inga underarter finns listade i Catalogue of Life.